# Stożkówka zamszowata
Stożkówka zamszowata (Conocybe pilosella (Pers.) Kühner) – gatunek grzybów z rodziny gnojankowatych (Bolbitiaceae).

## Systematyka i nazewnictwo
Pozycja w klasyfikacji według Index Fungorum: Conocybe, Bolbitiaceae, Agaricales, Agaricomycetidae, Agaricomycetes, Agaricomycotina, Basidiomycota, Fungi.
Po raz pierwszy opisał go w 1801 r. Christiaan Hendrik Persoon nadając mu nazwę Agaricus tener ß pilosellus. Obecną, uznaną przez Index Fungorum nazwę nadał mu Robert Kühner w 1935 r.
Synonimy:
- Agaricus pilosellus Pers. 1801
- Agaricus tener ß pilosellus Pers. 1801
- Conocybe pilosella var. brunneonigra Hauskn. & Krisai 1992
- Conocybe piloselloides Watling 1983
- Galera pilosella (Pers.) Rea 1922
- Galera tenera var. pilosella (Pers.) P. Kumm. 1871
- Galerula pilosella (Pers.) G.F. Atk. 1918[2].

Nazwę polską zaproponował Władysław Wojewoda w 2003 r.

## Morfologia
Kapelusz
Średnica 1–3 cm, cienki, stożkowaty z falistym brzegiem. Jest higrofaniczny, w całości prążkowany od przeświecających blaszek. Powierzchnia gładka, kremowa, z ciemniejszym, brązowawym środkiem.
Blaszki
Szerokie, początkowo jasnobrązowe, z wiekiem ciemniejące.
Trzon
Wysokość 2–5 cm, cienki, kruchy, cylindryczny, pusty w środku, sztywny, owłosiony, podłużnie prążkowany, białawy, przechodzący w żółtawy i brązowy.
Miąższ
Cienki, kremowy, o łagodnym zapachu i smaku.
Cechy mikroskopowe
Zarodniki czerwonawo-brązowe lub ochrowe, gładkie, elipsoidalne. Cystydy z kulistą główką.

## Występowanie i siedlisko
Podano stanowiska stożkówki zamszowatej w Ameryce Północnej, Środkowej i Południowej, w Europie, Azji, Afryce i na Nowej Zelandii. Najwięcej stanowisk podano w Europie. W Polsce do 2003 r. znane było tylko jedno stanowisko w Babiogórskim Parku Narodowym, podane w 1979 r. przez Annę Bujakiewicz. Kilka aktualnych stanowisk podaje internetowy atlas grzybów. Znajduje się w nim na liście gatunków zagrożonych i wartych objęcia ochroną.
Naziemny grzyb saprotroficzny. Rośnie w lasach liściastych i iglastych, na poboczach dróg, wśród opadłych liści, na ziemi zmieszanej z resztkami drewna.